# San Jose del Monte
San Jose del Monte, ilo. Ciudad ti San Jose del Monte, tag. Lungsod ng San Jose del Monte – miasto na Filipinach, w środkowej części wyspy Luzon, w prowincji Bulacan w regionie Luzon Środkowy. W 2010 roku jego populacja liczyła 454 553 mieszkańców.